# Insula Colom
Insula Colom (în catalană: Illa d'en Colom, ceea ce înseamnă insula porumbelului) este o insulă de 58 ha, separată prin circa 200 de metri de coasta de nord-est a insulei Menorca din Insulele Baleare. A fost utilizată ca spital pentru boli infectioase. O parte a teritoriului insulei a fost folosit pentru agricultura; s-a încercat de asemenea exploatarea unei mine de plumb.
Acesta este deținut de familia Roca (originară din Mahon) din anul 1904, când Don Antonio Roca și Varez și achiziționată de la o licitație de atunci, este reședința de vara din descendenții acestora. În prezent este parte a Parcului Natural s'Albufera des Grau.

## Flora și fauna

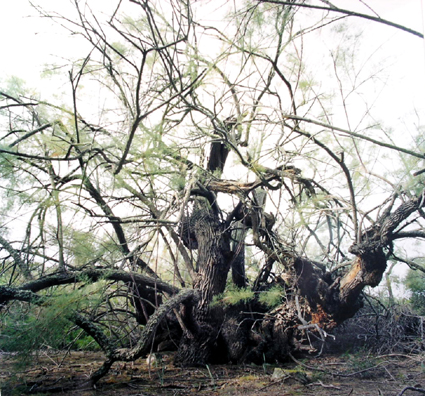
Tamarix africana Insula Colom.

Vegetatia este alcătuită din grupul Launaea cervicornis, speciile care formează mici palcuri spinoase. Printre cele mai interesante plante endemice subliniază Daphne rodriguezii care abundă în ostrov.
Tamarix africane este o altă plantă destul de caracteristică de pe insula. Acesta este un arbust de origine africană care crește pe plaja insulei. Fiecare arbust poate ajunge la o altitudine de 6 metri și un diametru de 1,3 de metri și, în general, au mai mult de 100 de ani. Inițială de distribuția a acestor arbusti pare că a fost pe două rânduri, dar această caracteristică a dispărut de-a lungul anilor, datorita modificării dunelor de formă naturală.
Fauna insulei Colom are numeroase pasări marine. Cum ar fi corbul marin gigantic și corpul fulgos, de asemenea Puffinus puffinus, Milvus milvus și acvila pescar Pandion haliaetus. Fauna terestră are ca specie endemică șopârla Gimnesias Podarcis lilfordibrauni de culoare albastră.